# Forschungsdatenzentrum der Rentenversicherung
Das Forschungsdatenzentrum der Rentenversicherung (FDZ-RV) ist eine Einrichtung der Forschungsdateninfrastruktur Deutschlands. Es stellt der Wissenschaft und Forschung die Statistikdaten der gesetzlichen Rentenversicherung zur Verfügung. Diese Daten berichten über die Versicherten und Renten der gesetzlichen Rentenversicherung und ermöglichen Analysen zu sozialwissenschaftlichen, ökonomischen, gesundheitswissenschaftlichen (Erwerbsminderung, Rehabilitation) und demografischen Fragestellungen.
Das Forschungsdatenzentrum der Rentenversicherung wurde auf Empfehlung der Kommission zur Verbesserung der informationellen Infrastruktur zwischen Wissenschaft und Statistik (KVI) eingerichtet. Der Aufbau des FDZ-RV wurde vom Bundesministerium für Bildung und Forschung (BMBF) und vom Forschungsnetzwerk Alterssicherung (FNA) über 5 Jahre gefördert. Es ist eine Einrichtung der Deutschen Rentenversicherung Bund und ist an zwei Standorten, in Berlin und in Würzburg, angesiedelt.
Hauptaufgabe ist es, so genannte Scientific Use Files (SUF) und Public Use Files (PUF) aus den prozessproduzierten Daten der Rentenversicherung für die wissenschaftliche Forschung aufzubereiten und zu veröffentlichen. Damit betrat die Gesetzliche Rentenversicherung Neuland, denn bis zur Gründung des Forschungsdatenzentrums im Jahre 2004 wurden in der Regel keine Mikrodaten weitergegeben; das Datenangebot beschränkte sich auf aggregierte Daten, die in Form von Tabellenbänden und aufbereiteten Zeitreihen veröffentlicht wurden und werden. 
Außerdem können Wissenschaftler an den beiden Standorten des FDZ-RV Gastwissenschaftler-Arbeitsplätze nutzen und im Anschluss Fernrechenprojekte durchführen.

## Datengewinnung
Bei den angebotenen Datenprodukten handelt es sich um Mikrodaten der Rentenversicherung, die aus prozessproduzierten Statistikdaten gewonnen werden und die in dieser Form bislang für wissenschaftliche Forschung nicht zur Verfügung gestellt wurden. Diese Mikrodaten werden aufbereitet und als faktisch bzw. absolut anonymisierte Datenprodukte in den Formaten SPSS, STATA und SAS veröffentlicht.

## Datensätze der Rentenversicherung und Angebot des FDZ-RV
Generell können die Statistiken nach ihrem Inhalt in folgende sachlichen Bereiche untergliedert werden:
- Versichertenstatistiken
- Rentenstatistiken
- Rehabilitationsstatistiken
- Finanzstatistiken
- sonstige Statistiken.

Hinzu kommen noch Sondererhebungen, die unter Umständen mehrere dieser Bereiche gleichzeitig betreffen und nicht nur Daten zu bestimmten Berichtsjahren liefern, sondern auch Längsschnittdatensätze umfassen, die die Versicherungsbiographien abbilden.
Die wissenschaftliche Forschung kann über den Internetauftritt des Forschungsdatenzentrum der Rentenversicherung (FDZ-RV) die angeführten Statistiken in Form von Datenprodukten beziehen.